# Samantha (televíziós sorozat)
A Samantha egy 1998-as venezuelai telenovella a Venevisióntól, melynek főszereplői Alicia Machado, Alejandro Martínez, Daniel Alvarado és Milena Santander. Magyarországon elsőként a TV2 kereskedelmi csatorna tűzte műsorára a sorozatot 1999-ben.

## Történet
|  | Alább a cselekmény részletei következnek! |

Samantha del Llano esetében a szerelem az égből pottyan. A szép és szabad szellemű, fiatal parasztlány a földtulajdonos Valdemar Rincon pazar birtokán dolgozik. Egy nap, miközben messzire elkóborol a lovát keresve, látja, amint egy kis magánrepülő lezuhan a közelben. Ő azonnal a helyszínre siet. A gép roncsai között megtalálja Luis Alberto Arangurent, aki súlyosan megsérült, de még eszméleténél van. A lány nem tudja, hogy Luis Alberto milliomos, és hogy ő lesz az igaz szerelme.
A baleset következtében Luis Alberto elvesztette az emlékezetét, és nem tudja megmondani Samanthának és a Rincon családnak az igazi személyazonosságát. Úgy vélik, ő csupán az Aranguren Corporation tulajdonosának a pilótája. Samanthát nem igazán érdekli, hogy kicsoda ő valójában, mert ő egy kedves, egyszerű falusi lány, és az a legfőbb gondja, hogy ápolja Luis Alberto-t. A következő hetek során romantikus kapcsolat alakul ki közöttük, annak ellenére, hogy szinte semmit sem tudnak egymásról, egyszerűen csak a szívüket követik.
Luis Alberto elutazik a fővárosba, ahol visszanyeri az emlékezetét, de ami a baleset után történt, az törlődik a memóriájából, beleértve Samantha szerelmét is. Hazatér, ahol közlik vele, hogy felesége, aki öt éve súlyos beteg, meghalt. Mindenki azt hiszi, hogy Luis Alberto felesége a betegségbe halt bele, de a valóságban Betzaida, aki titkon szerelmes Luis Alberto-ba elhatározta, hogy meghódítja őt, ezért megölte a feleségét. Egy másik nő, Raiza, Valdemar Rincon elkényeztetett, önző főiskolás lánya is Luis Alberto-t akarja, vagyona és társadalmi pozíciója miatt.
Egy nap Luis Alberto visszanyeri emlékezetének azon részét, amely a baleset után történt. Felismerve, hogy mit hagyott hátra visszamegy, hogy megtalálja és feleségül vegye Samanthát. Az esküvői szertartást egy csendes faluban tartják. Majd miután visszatérnek a városba, Samanthának három félelmetes ellenséggel kell szembenéznie: Betzaida, Raiza és Luis Alberto tinédzserkorú lánya, Anabela, aki úgy érzi, elárulták. A sok hazugság és intrika miatt Samantha és Luis Alberto útjai szétválnak, majd a sok nehézség után ismét egymásra találnak.
|  | Itt a vége a cselekmény részletezésének! |

## Szereposztás
| Szerepnév                     | Színész(nő)         | Magyar Hang          |
| ----------------------------- | ------------------- | -------------------- |
| Samantha del Llano            | Alicia Machado      | Kisfalvi Krisztina   |
| Luis Alberto Aranguren        | Alejandro Martínez  | Holl Nándor          |
| Betzaida Martínez             | Milena Santander    | Prókai Annamária     |
| Betzaida Martínez             | Milena Santander    | Simorjay Emese       |
| Arcadio «Maute» Guanipa       | Daniel Alvarado     | Fazekas István       |
| Raiza Rincón Luzardo          | Nohely Arteaga      | Orosz Anna           |
| Valdemar Rincón               | Gustavo Rodríguez   | Kránitz Lajos        |
| Lavidia Luzardo de Rincón     | Haydée Balza        |                      |
| Vestalia Luzardo              | Olga Henríquez      | Menszátor Magdolna   |
| Lorenzo del Llano             | Martín Lantigua     | Uri István           |
| Laura del Llano               | Ana Massimo         |                      |
| Anabela Aranguren             | Daniela Bascopé     | Zsigmond Tamara      |
| Alba Luján vda. de Aranguren  | Eva Blanco          | Bókai Mária          |
| Dr. Arturo Hidalgo            | Francisco Ferrari   | Versényi László      |
| Salvador Hidalgo              | Vicente Tepedino    | Csík Csaba Krisztián |
| Pascual Martínez              | Aitor Gaviria       |                      |
| Samuel Casanova               | Carlos Arreaza      | Dózsa Zoltán         |
| Déborah Marcano Rodríguez     | Sonia Villamizar    | Szórádi Erika        |
| Rodolfo Villalobos            | Jorge Aravena       | Csőre Gábor          |
| Alexánder Hernández           | Jonathan Montenegro | Crespo Rodrigo       |
| Alexánder Hernández           | Jonathan Montenegro | Sótonyi Gábor        |
| Ramón Demetrio Calzadilla     | Karl Hoffman        |                      |
| Tirzo Guevara                 | Mauricio Rentería   |                      |
| Teodora Torrealba             | Martha Olivo        | Mednyánszky Ági      |
| María del Rosario «Chicharra» | Elaiza Gil          | Mezei Kitty          |
| Sarita                        | Patricia Oliveros   |                      |
| Querubina                     | Ana Martínez        | Bessenyei Emma       |

## Fordítás
- Ez a szócikk részben vagy egészben  a   Samantha (Soap Opera) című angol Wikipédia-szócikk fordításán alapul.  Az eredeti cikk szerkesztőit annak laptörténete sorolja fel. Ez a jelzés csupán a megfogalmazás eredetét és a szerzői jogokat jelzi, nem szolgál a cikkben szereplő információk forrásmegjelöléseként.

## Érdekességek
- A főcímdalt a férfi főszereplő, Alejandro Martinez énekeli.

## Külső hivatkozások
- Samantha a PORT.hu-n (magyarul)
- Samantha az Internet Movie Database oldalon (angolul)
- A sorozat főcímzenéje
- Telenovellák